# Beige
Il colore beige (AFI: [ˈbɛʒ]) è una sfumatura, tendente al grigio, del colore marrone.
Il termine è francese e deriva dai vestiti creati con il "beige", un tessuto di lana lasciata del suo colore naturale, cui corrispondeva il termine italiano "bigello", poi scomparso a favore di quello francese. È stato poi utilizzato per indicare un vasto numero di sfumature chiare dai toni neutri, ed è spesso usato erroneamente per indicare generiche sfumature di marrone chiaro.
Il colore beige veniva utilizzato spesso per gli involucri dei personal computer, tanto che il termine inglese beige box è diventato sinonimo di "personal computer".